# FlixTrain
FlixTrain est une entreprise ferroviaire exploitant des trains de voyageurs en Allemagne. Créée par FlixMobility GmbH en 2018, l'entreprise propose des services complémentaires aux trajets en autocar de FlixBus en Allemagne.

## Histoire

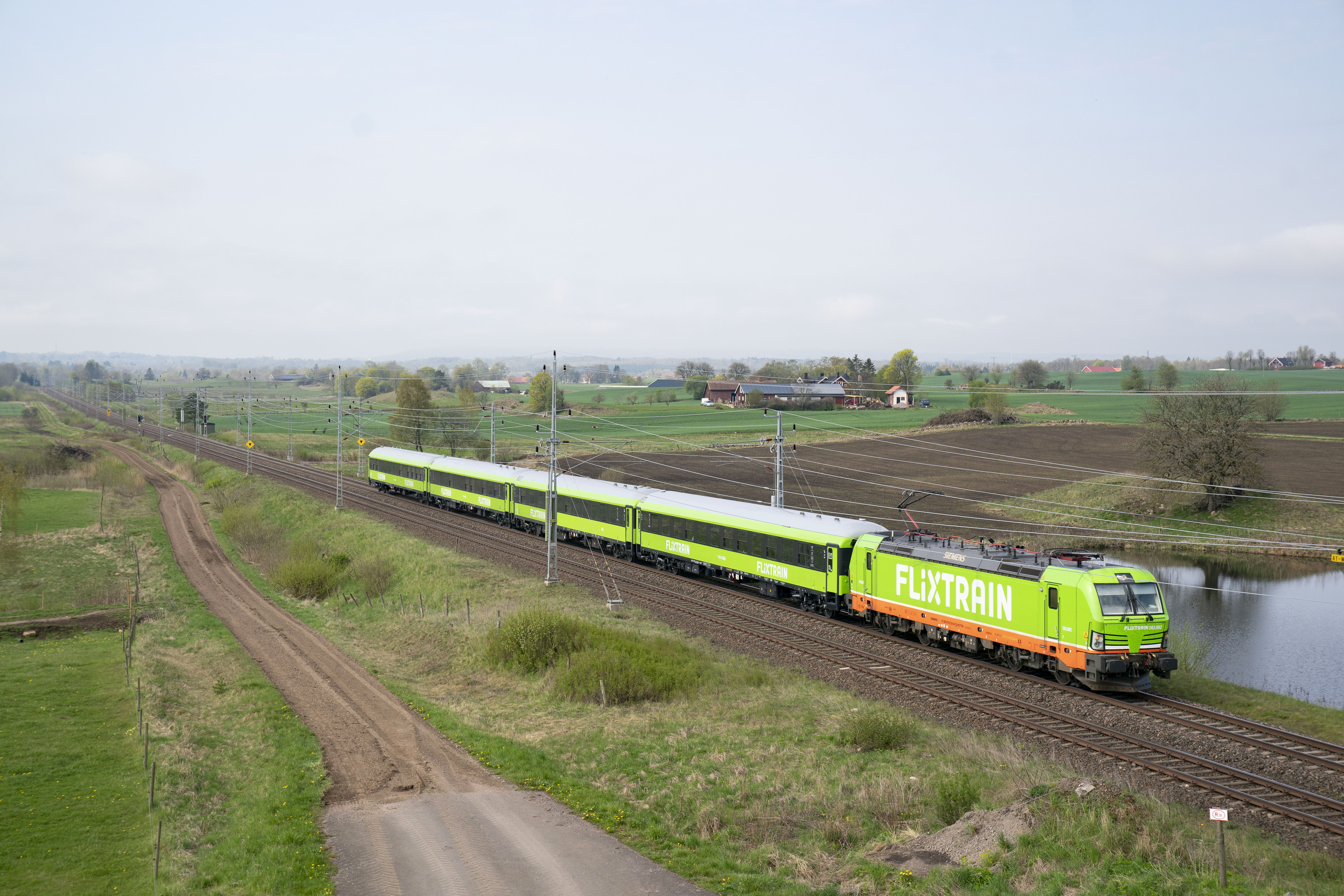
FlixTrain de Göteborg à Stockholm Flemingsberg (mai 2021)

FlixTrain lance la vente de ses premiers billets début 2018 avant de lancer un service entre Cologne et Hambourg en mars de la même année puis Stuttgart - Berlin en avril.
L'entreprise écoule 750 000 tickets sur l’année 2018 et annonce le lancement d'une liaison Cologne - Berlin au printemps 2019.
En 2019, l'entreprise annonce son intention de se lancer sur plusieurs marchés en 2020 : une liaison entre Stockholm et Göteborg - Malmö ainsi que des cinq liaisons en France fin 2020. Ces liaisons seraient assurées par train classique :
- Paris Austerlitz - Les Aubrais - Saint-Pierre-des-Corps - Bordeaux
- Paris Austerlitz - Limoges - Toulouse
- Paris Bercy - Nice
- Paris Bercy - Dijon - Lyon
- Paris Nord - Saint-Quentin - Bruxelles

En 2020, la Pandémie de Covid-19 et les coûts annoncés d'utilisation du réseau français pousse FlixTrain à annoncer le report sine die de son arrivée en France. À l'inverse, dans les années à venir, si les péages ferroviaires baissaient, FlixTrain mettra en service ses trains en France.
En 2023, FlixTrain annonce vouloir lancer un service Rotterdam - Oberhausen durant l’été 2024, à raison de deux aller-retours quotidiens.
En 2025, la compagnie commande 65 trains à Talgo dans l'objectif principal de les faire rouler en Allemagne mais également en Autriche, aux Pays-Bas et au Danemark.

## Matériel roulant

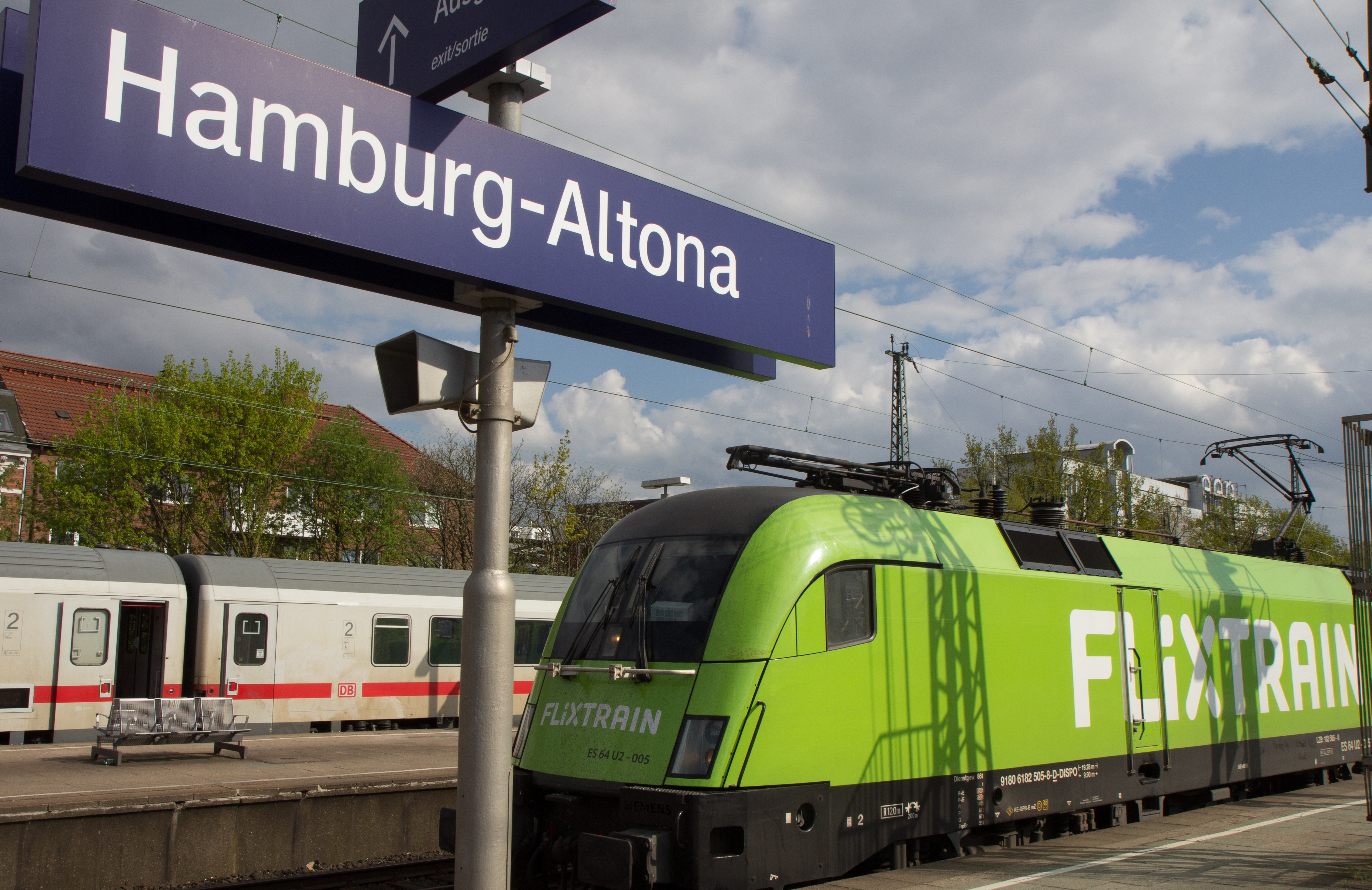
Train FlixTrain à Hamburg-Altona, en avril 2018.

Flixtrain ne possède pas de matériel roulant et utilise le matériel de ses prestataires et partenaires. Le matériel varie donc selon les lignes, en fonction du partenariat mis en place.
- Pour la liaison Berlin - Stuttgart, FlixTrain se repose sur un partenariat avec Leo Express Gmbh, filiale allemande de l’entreprise ferroviaire tchèque LEO Express. Leo Express utilise pour sa part du matériel de l'entreprise Locomore qu'elle a racheté auparavant.

- Le 6 mai 2021, pour la liaison Göteborg et Stockholm, la compagnie a fait appel pour la traction à la Société  Hector Rail, alors que le matériel roulant est composé des voitures fournies par Talbot Services d’Aix-la-Chapelle[10].

## Galerie

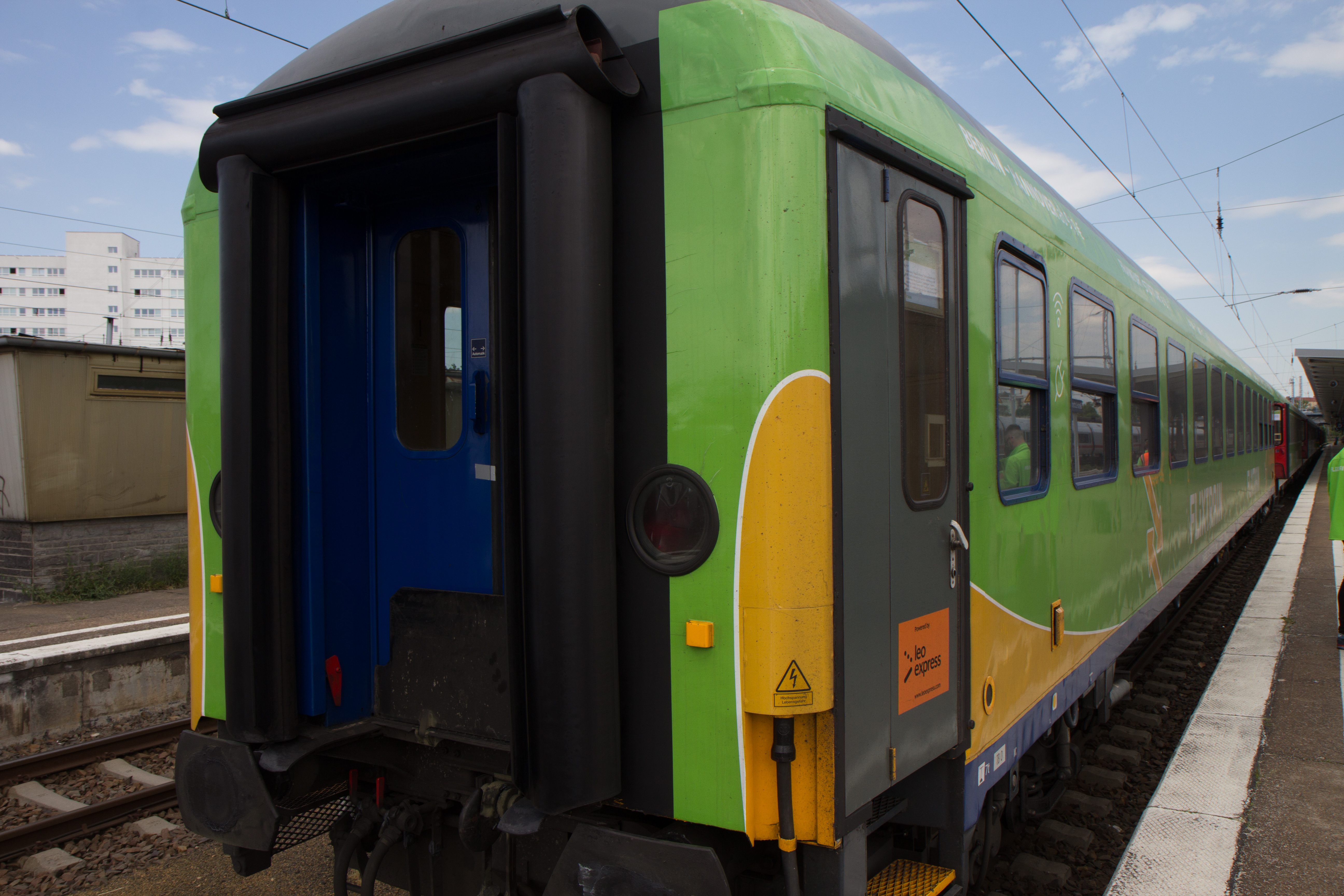
Voiture repeinte, opérée par Leo Express.
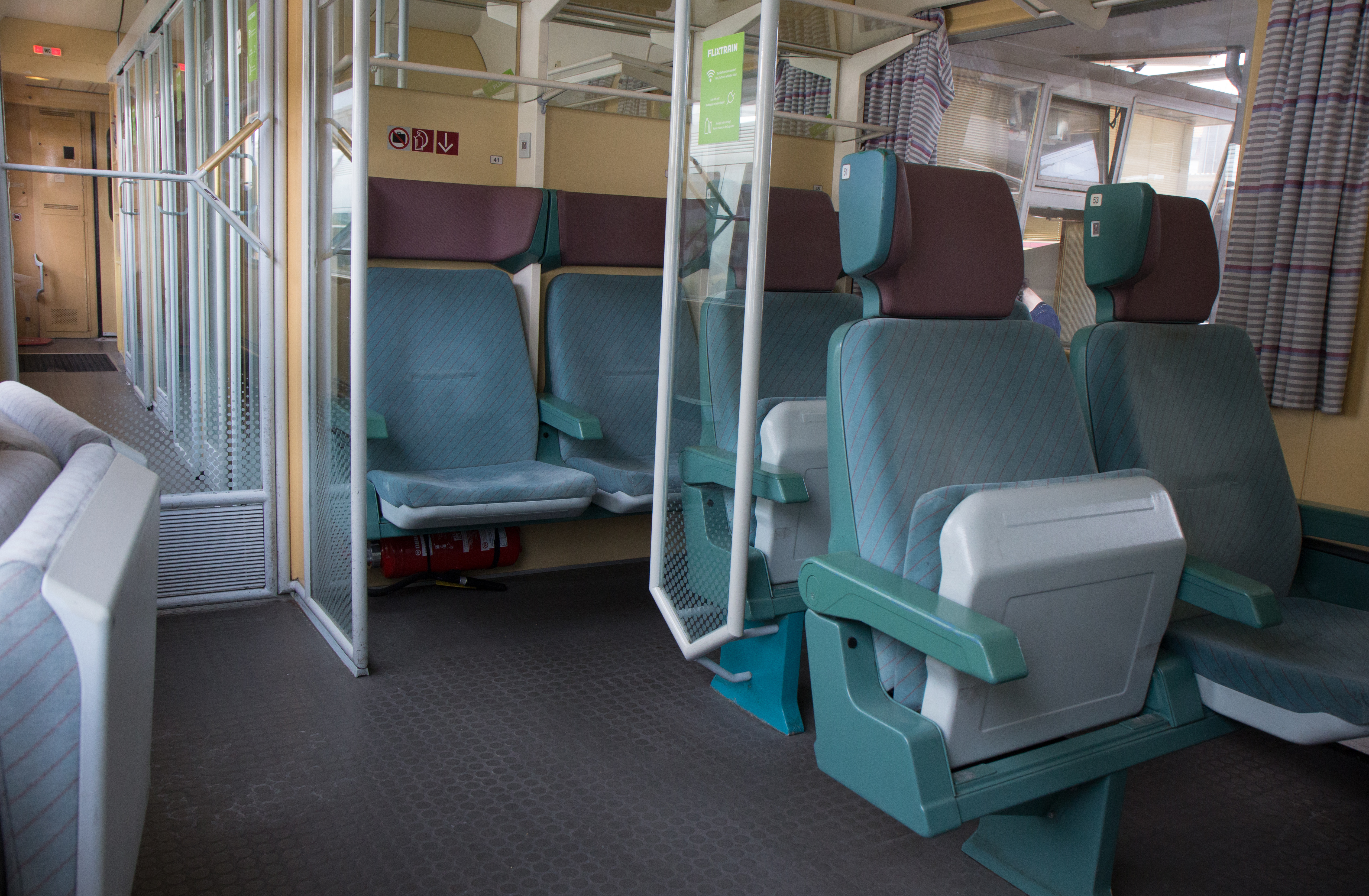
Intérieur non rénové d'une voiture Interregio, utilisée entre Berlin et Stuttgart.
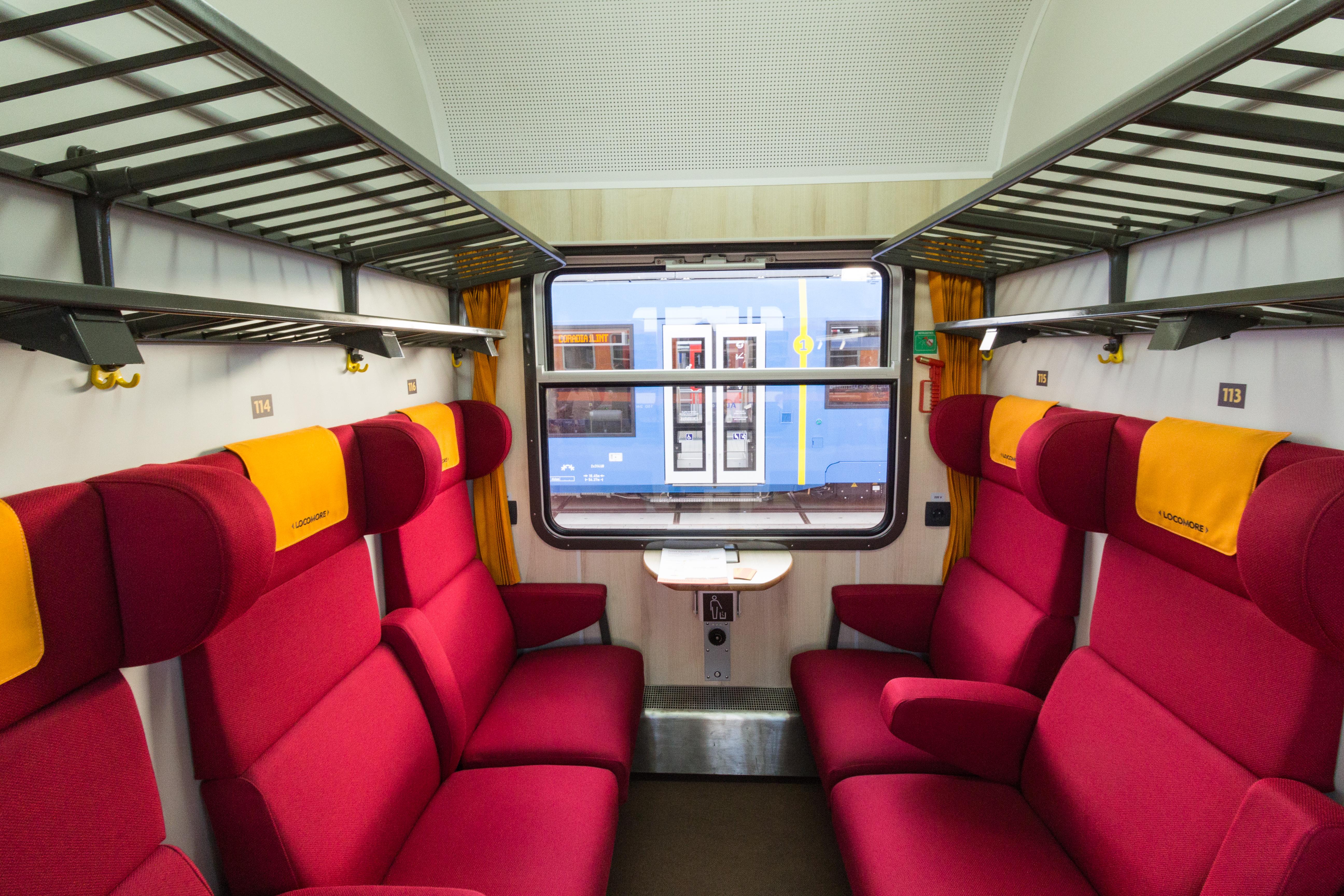
Voiture anciennement utilisée par Locomore.